# Корытня (Московская область)
Корытня — деревня в городском округе Кашира Московской области.

## География
Находится в южной части Московской области на расстоянии приблизительно 17 км на юг-юго-восток по прямой от железнодорожной станции Кашира.

## История
Известна с 1578 года как владение помещиков Литвинова, Губина и Захара Дешевого. В дальнейшем деревня переходила к разным хозяевам до 1861 года, когда здесь было учтено 26 дворов, в 1917 — 54, в 1945 — 59, в 1995 — 2. В советское время работали колхозы «Верный путь», им. Ленина, «Красная звезда», совхоз «Никулинский». До 2015 года входила в состав сельского поселения Домнинского Каширского района.

## Население
Постоянное население составляло 253 человека (1861 год), 2 (1995), 42 человека в 2002 году (русские 91 %), 40 в 2010.